# Église Saint-Roch de Bois-de-Villers
 (septembre 2024).
L’église Saint-Roch est un édifice religieux catholique sis au centre du village de Bois-de-Villers, dans la province de Namur, en Belgique. L’église construite en 1837, et détruite dans un incendie en 1965, fut remplacée en 1972 par un édifice ultramoderne conçu par l’architecte Roger Bastin. Elle est lieu de culte de la communauté catholique du village.

## Histoire

### Première église
Le village de Bois-de-Villers naquit lorsque les religieux cisterciens de l’abbaye de Villers décidèrent en 1495 de quitter ce domaine forestier (dans le bois de la Marlagne) qu’ils possédaient depuis 1231. Ils imposèrent aux acquéreurs d’y construire des habitations: 66 familles s’engagèrent à le faire. Tout naturellement la localité prit le nom de Bois-[de l’abbaye] de-Villers. Le village compte 700 habitants en 1660. Aussi en 1683 l’évêque de Namur autorise-t-il l’érection de la paroisse de Bois-de-Villers.
Quelques années auparavant, en 1679, les habitants du village avaient érigé une chapelle dédiée à saint Roch, accomplissant ainsi une promesse faite lors d’une épidémie de peste. La première messe y fut célébrée le jour de la Saint-Nicolas, le 6 décembre 1681. Une tour y fut ajoutée et achevée en 1705.
Ce n’est qu’en 1837 cependant qu’une église digne de ce nom fut enfin mise en chantier : elle incorpore la tour de 1705. L’édifice est solennellement consacré le 17 novembre 1841 par Nicoals Dehesselle, évêque de Namur, et ouverte au culte l’année suivante. Elle est largement le fruit du zèle enthousiaste du curé de l’époque, l’abbé Mélan, qui mit toute son énergie à recueillir les fonds nécessaires. En 1896 l’église est déjà agrandie.
Après le concile Vatican II (1962-1965) l’arrangement intérieur de l'église est adapté aux nouvelles normes liturgiques. Ces travaux sont à peine achevés que, dans la nuit du 13 au 14 juillet 1965, l’édifice prend feu : l’incendie fut causé par un violent orage. En quelques heures l‘édifice est détruit. Le très ancien reliquaire de Saint-Roch est perdu mais la statue en bois de la Vierge-Marie échappe au feu.

### Nouvelle église
Presqu’immédiatement le projet d’une nouvelle église est mis en chantier. A la demande de la commune la nouvelle église sera construite en bordure de la place communale et plutot qu'au centre (où se trouvait l’ancienne). La conception de l’édifice est confiée à l’architecte Roger Bastin, et la première pierre posée le 13 décembre 1970. Dédiée à saint Roch, comme la précédente, la nouvelle église est consacrée le 3 décembre 1972 par André-Marie Charue, évêque de Namur. Un clocher et une salle paroissiale qui faisaient également partie du projet initial ne furent pas réalisés. 
À l’occasion du 50è anniversaire de la nouvelle église une année jubilaire fut célébrée en 2022 avec diverses activités culturelles et religieuses entre juin et novembre.  

## Description
L’église est sur plan carré avec base de 23 mètres de largeur, créant un espace permettant une assemblée de 400 personnes. Le volume est un parallélépipède aux côtés occidental et septentrional verticaux et hauts de 16 mètres. Du faîte descend une toiture en deux versants vers l’angle opposé à l’entrée de l’église (côté autel). Ce côté est éclairé par une large baie donnant sur une pièce d’eau extérieure au bâtiment. Une autre source de lumière a été aménagée dans la partie haute, par une haute baie vitrée divisée en fenêtres de dimension variée, éclairant l’assistance par l’arrière. Un narthex rectangulaire et de plafond bas, longe le côté occidental de l’église en le dépassant largement sur son côté septentrional et le séparant de la sacristie construite sur le côté méridional de l’édifice. 

## Patrimoine
- Les pierres tombales d'anciens curés et bienfaiteurs de la paroisse qu’on avait extraites des décombres (en 1965) furent fixées au mur du narthex de la nouvelle église. Une des pierres tombales - la plus ancienne – provient (1558) provient de l’ancien prieuré Saint-Héribert.
- Chapelles. Dans le cadre de l'année jubilaire (2022) un recensement fut fait des chapelles sur le territoire de la paroisse. Elles sont au nombre de dix, sans compter les nombreuses potales. Ces chapelles étaient autant de 'stations' lors des processions religieuses qui étaient organisées lors de fêtes liturgiques spéciales.